# Apoldu de Sus, Sibiu
Apoldu de Sus, în trecut Apoldul de Sus, Apoldu Mare, Polda Mare (în dialectul săsesc Griszpult, Pult, Everstpold, în dialectul landler Großpoln, în germană Großpold, Gross-Pold, Grosspolden, Gross-Apolden, Oberpold, în maghiară Nagyapold) este un sat ce aparține orașului Miercurea Sibiului din județul Sibiu, Transilvania, România.

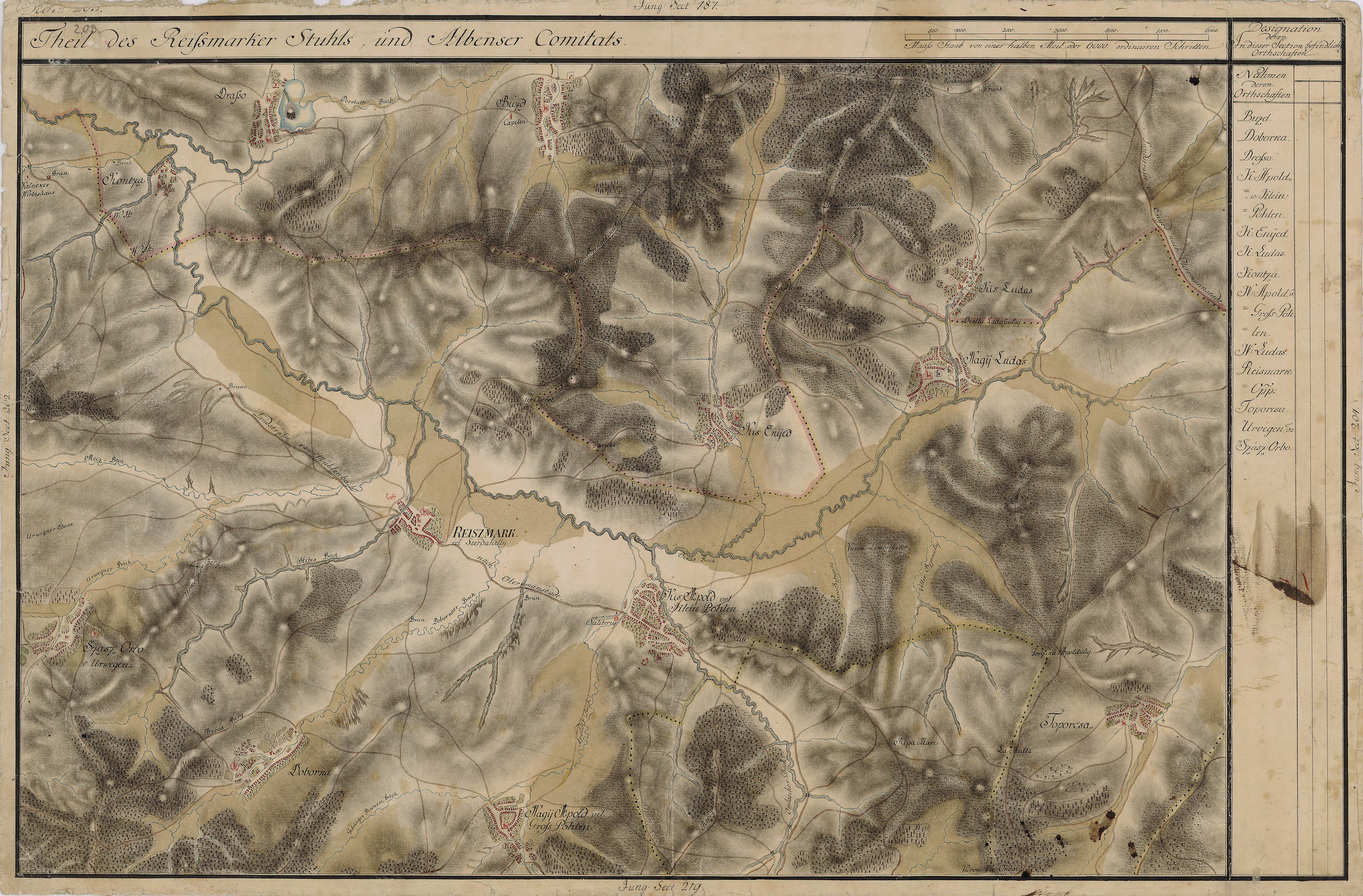
Apoldu de Sus în Harta Iosefină a Transilvaniei, 1769-1773

## Așezare geografică
Localitatea Apoldu de Sus este situată pe cursul superior al râului Apold, în partea vestică a județului Sibiu, în Podișul Secașelor, la o altitudine de 367 m, pe DN1, Săcel - Apoldu de Sus - Miercurea Sibiului.

## Istoric

### Antichitate
La săpături arheologice în hotarul satului s-au descoperit o brățară de aur  hallstattiană, un topor de amfibolit⁠(en)[traduceți], 10 monede de argint, o drahmă din Dyrrachium și ceramică dacică. În locul numit "Gorgan Luncă" s-au descoperit o fibulă și fragmente ceramice și tegulare (de țigle, lat. tegula)  romane.
În partea de nord a satului, în locul numit "Curtea Velii", lângă valea Apoldului se află o villa rustica formată din patru corpuri: o casă de locuit, o anexă gospodărescă, un hambar pentru cereale și edificiul unui mic templu (vezi Villa rustica de la Apoldu de Sus). A doua villa rustica se află în locul "Levejoare", formată dintr-o locuință și o anexă agricolă, complexul fiind distrus odată cu invazia  carpică din secolul al III-lea, acesta fiind reamenajat în secolul al IV-lea. Pe malul stâng al văii Apoldului se află o așezare daco-romană, iar în partea de sud a satului.

### Evul mediu
Pe malul pârâului Barschof s-au descoperit fragmente ceramice de tip Ciugud, cu fragmente de căldări de lut din secolele  XI-XIl-XIl.
Prima atestare documentară a localității datează din anul 1288 în care apare cu numele de Apoldya, probabil derivat dintr-un nume de persoană german.
În secolul al XIII-lea, la Apold aici se ridică o biserică  romanică înconjurată de o curtină ovală și un turn mic de poartă. În secolul al XVI-lea, dar și în secolul al XVIII-lea, fortificația este amplificată cu mai multe turnuri din care unul octogonal. Clădirea bisericii romanice își încheie existența la începutul  secolului al XIX-lea, în anul 1867 se demolează și fortificația pe laturile de sud și vest, iar în anul 1881 se prăbușește și turnul octogonal.
Apoldu de Sus a aparținut până în anul 1876 de Scaunul Miercurea, unitate administrativă componentă a organismului de autoadministrare a sașilor transilvăneni, numit Șapte Scaune.
În anul 1734, sub domnia Împăratului Carol al VI-lea, din ținuturile aflate sub dominația casei de Habsburg au fost deportați în Transilvania protestanții ce trecuseră la confesiunea evanghelică luterană. Deportarea celor peste 800 de persoane, din care în jur de 200 din Carintia, a fost mascată sub denumirea germană de Transmigration. Aceștia s-au stabilit în trei sate din apropiere de Sibiu: Neppendorf (Turnișor, azi cartier al Sibiului), Großau (Cristian, Sibiu) și Großpold (Apoldu de Sus), și sunt cunoscuți sub denunirea de landleri (germ. Landler).

## Economie
Economia localității  este una predominant agricolă, bazată pe cultura plantelor, creșterea animalelor, exploatarea fânețelor si viticultura.

## Atracții turistice
- Biserica ortodoxă
- Biserica evanghelică cu cetatea sa
- Muzeul „La vecinii mei din Apoldu de Sus” (Bei meinen Nachbarn in Grosspold) cu obiecte din gospodăriile tradiționale săsești (v. aici)

## Personalități
În ordine cronologică:
- Andreas Rieger (1839-1918), industriaș
- Andreas Möckel⁠(de)[traduceți] (1927-2019), pedagog, primul titular al unei catedre universitare de pedagogie specială din RFG; autor de monografii pe teme săsești
- Hans Liebhardt (1934-2017), jurnalist și scriitor
- Martin Bottesch (n. 1953), matematician și istoric, fost președinte al Consiliului Județean Sibiu

## Imagini

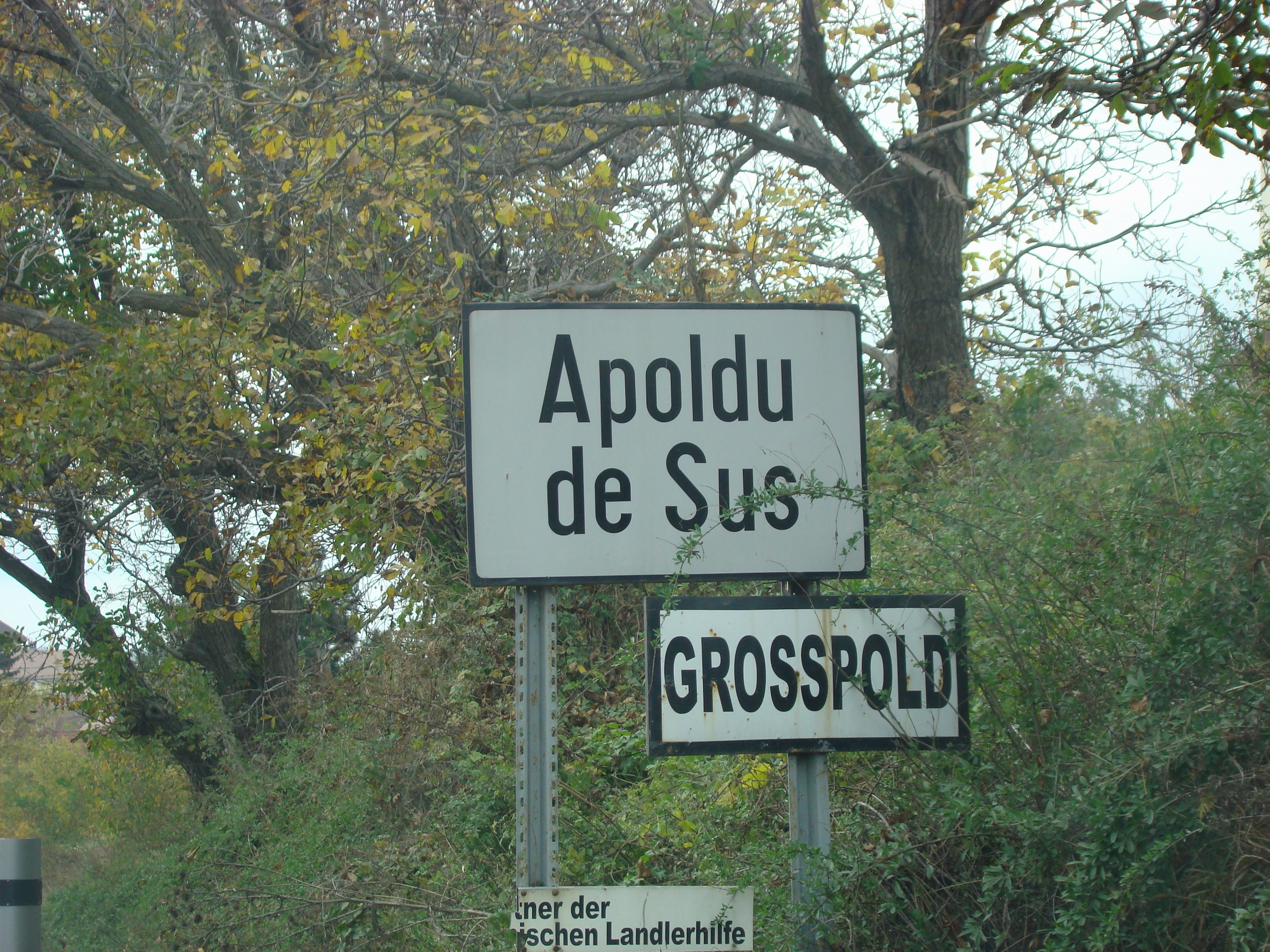
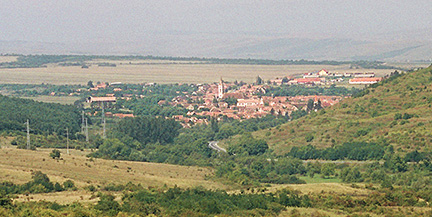
Apoldu de Sus, vedere de ansamblu, 2006
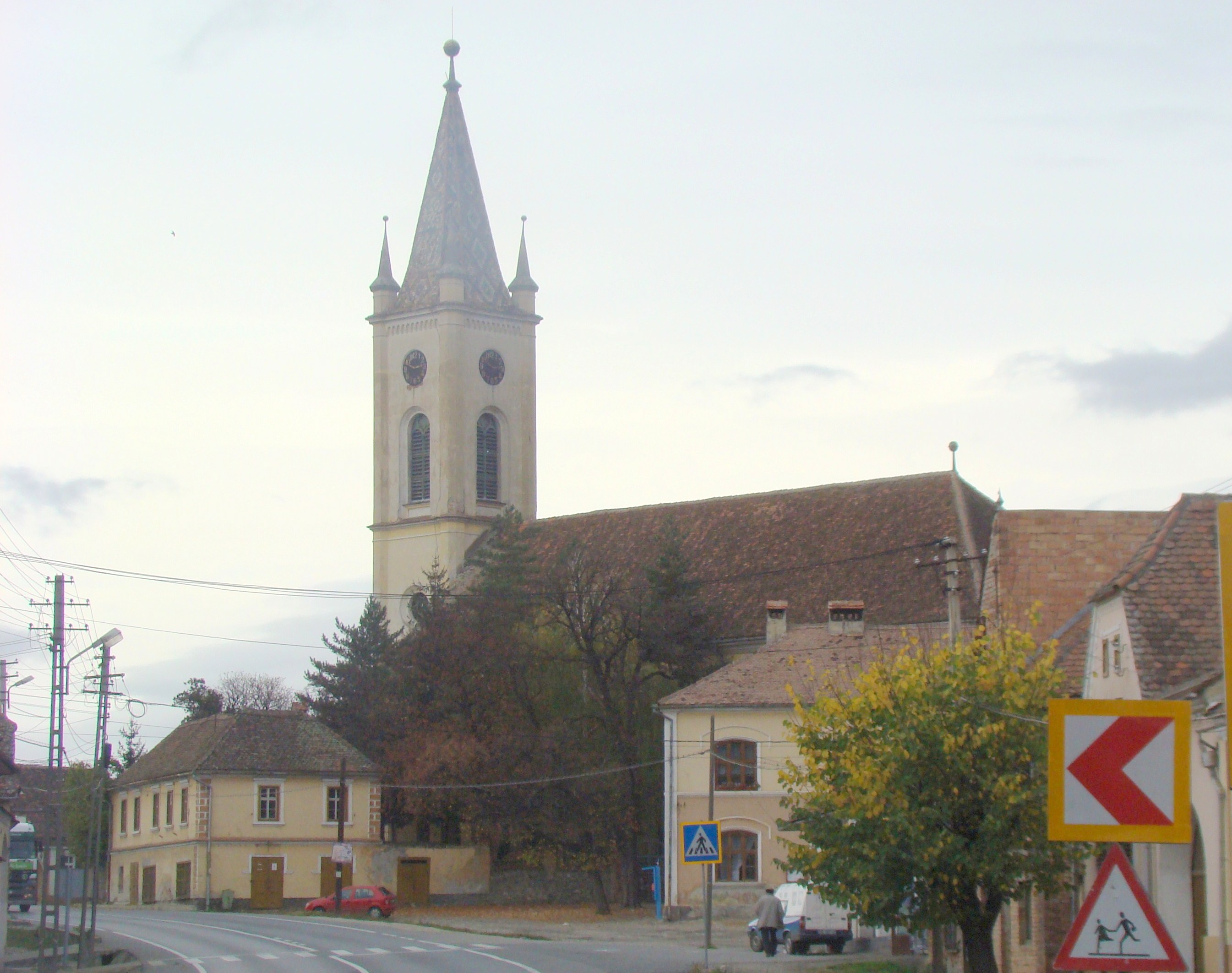
Biserica evanghelică, 2008
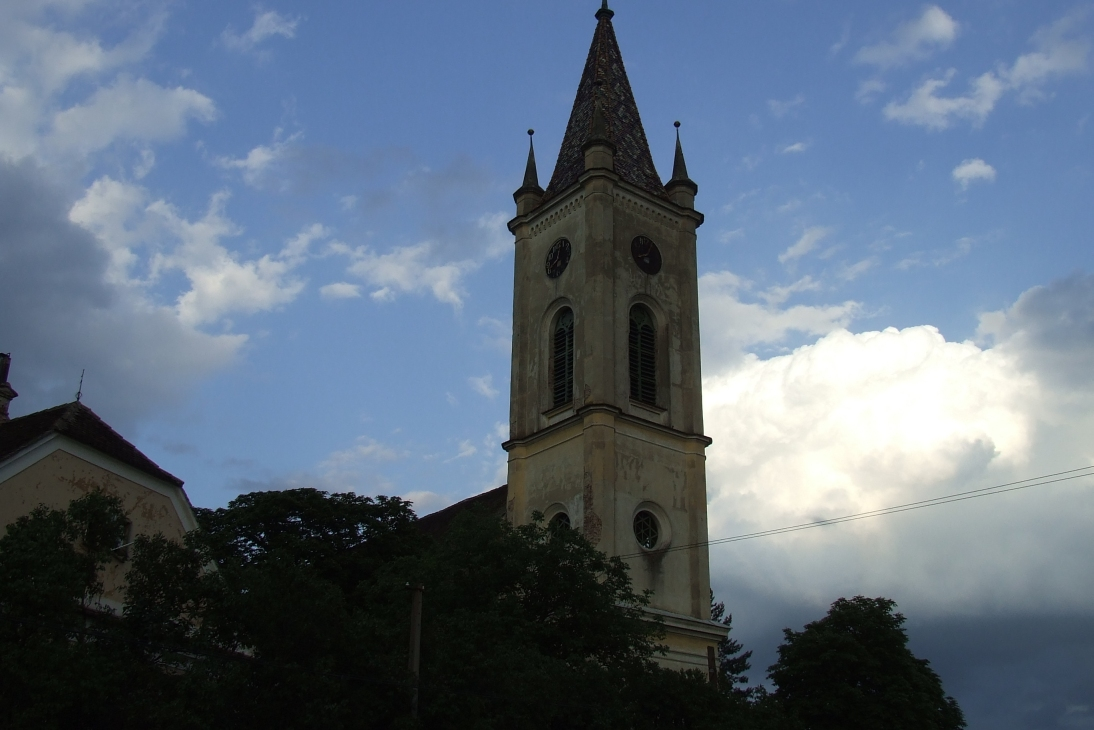
Biserica evanghelică, 2007
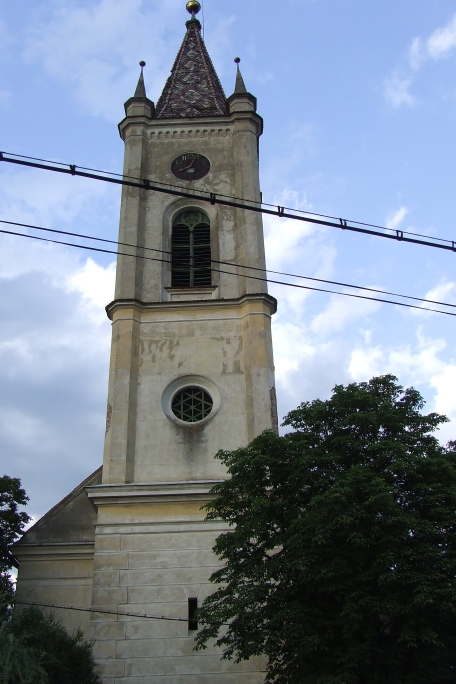
Biserica evanghelică, turla (fațada vestică), 2007
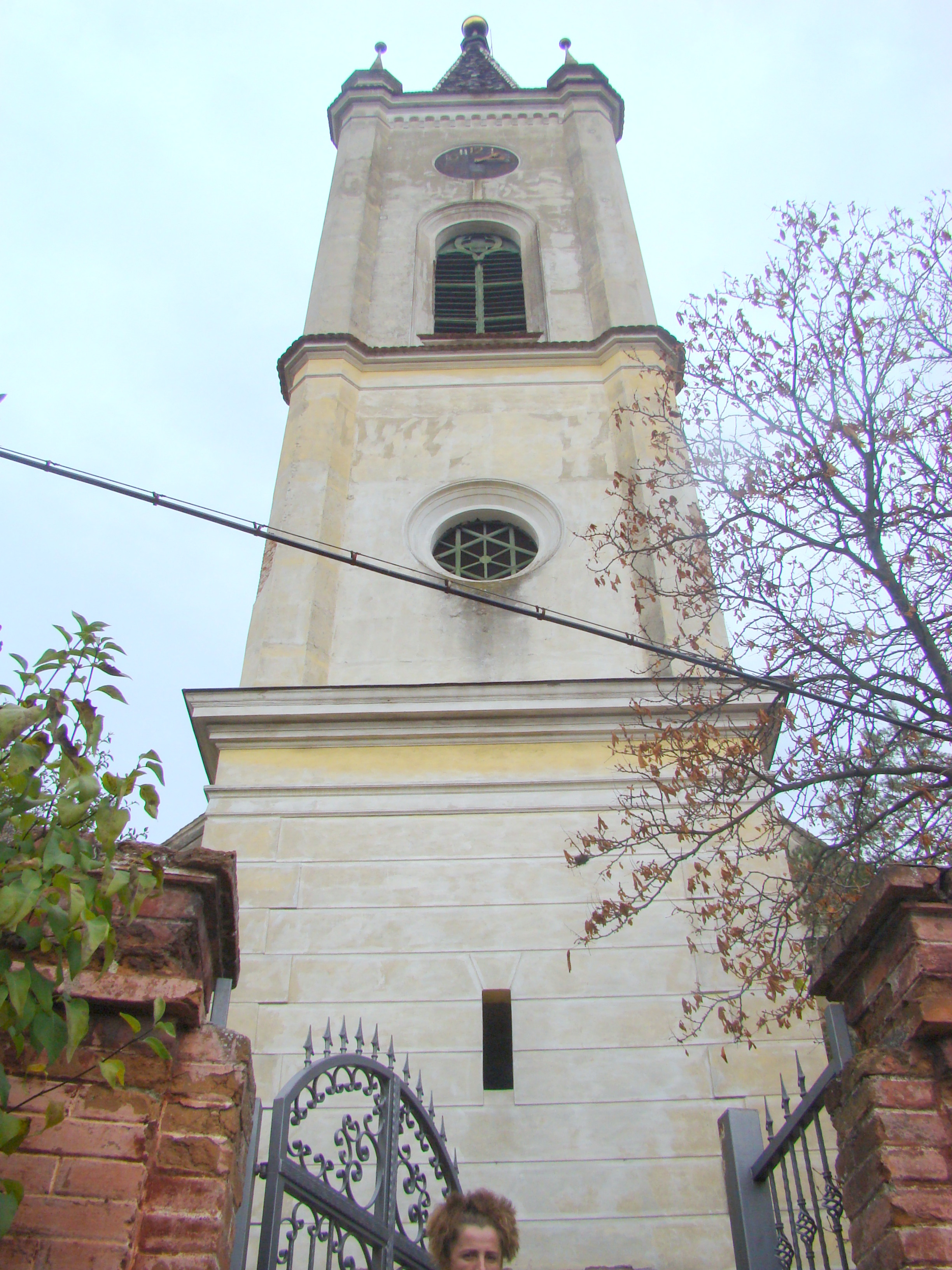
Biserica evanghelică, turla (fațada vestică), 2008
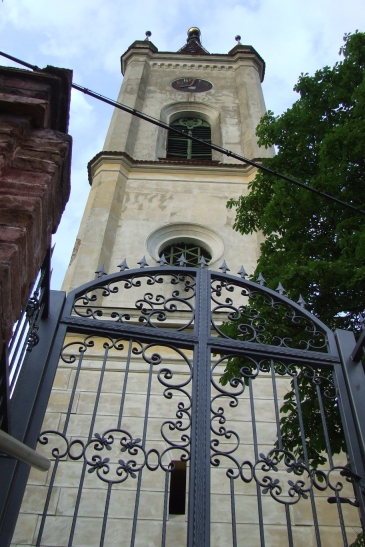
Biserica evanghelică, turla (fațada vestică), 2007
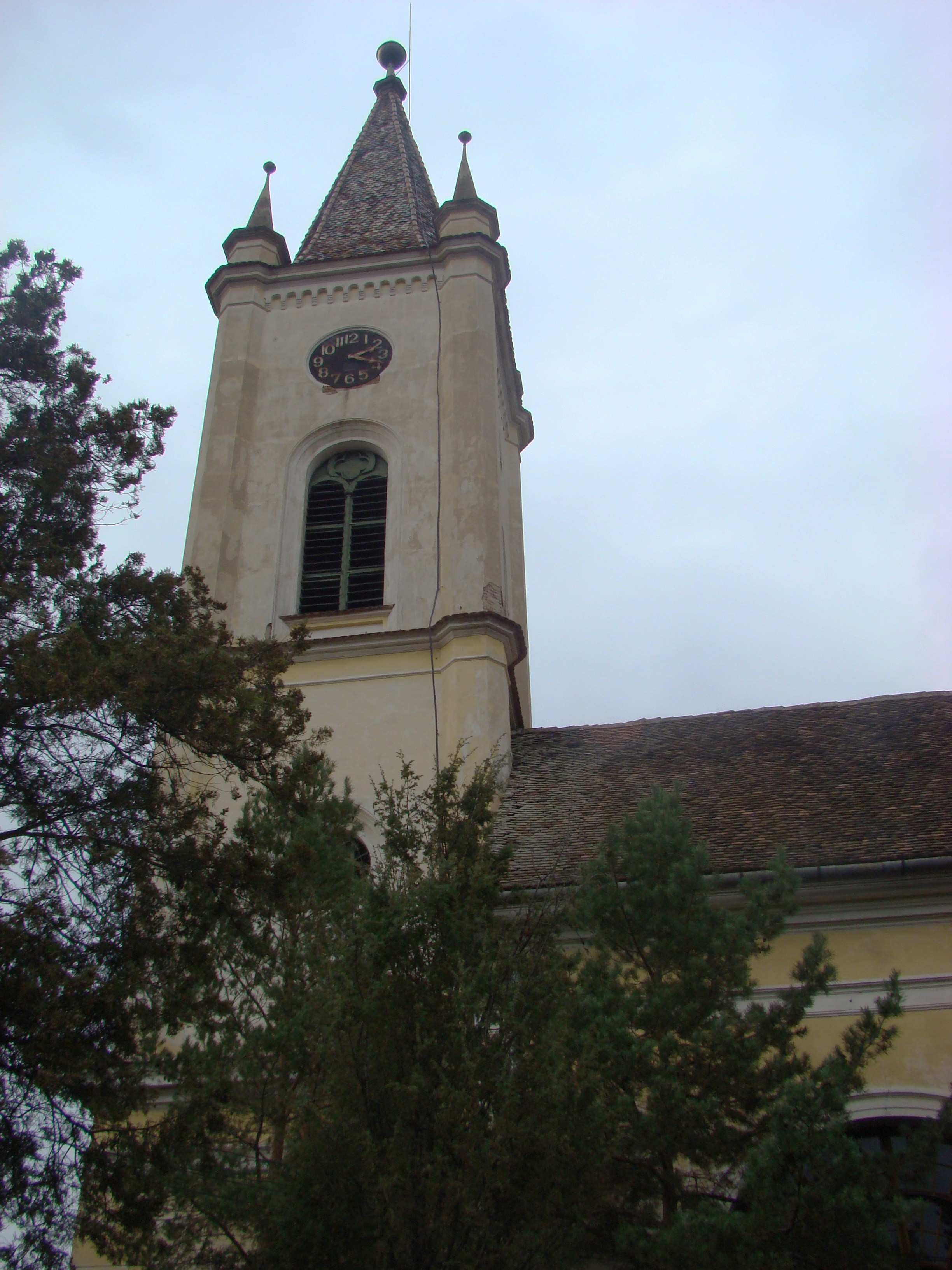
Biserica evanghelică, turla (fațada sudică), 2008
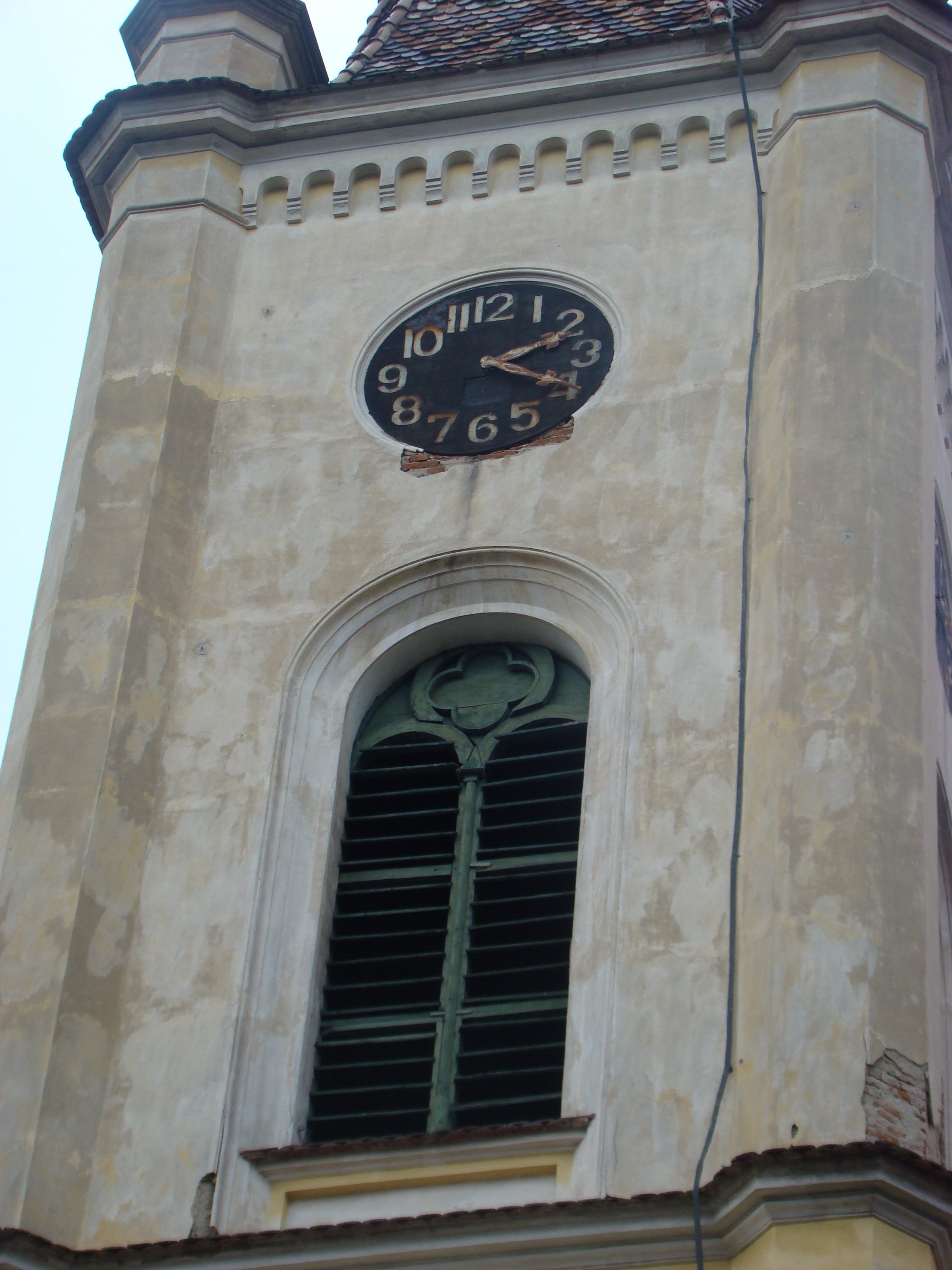
Biserica evanghelică, orologiul, 2008
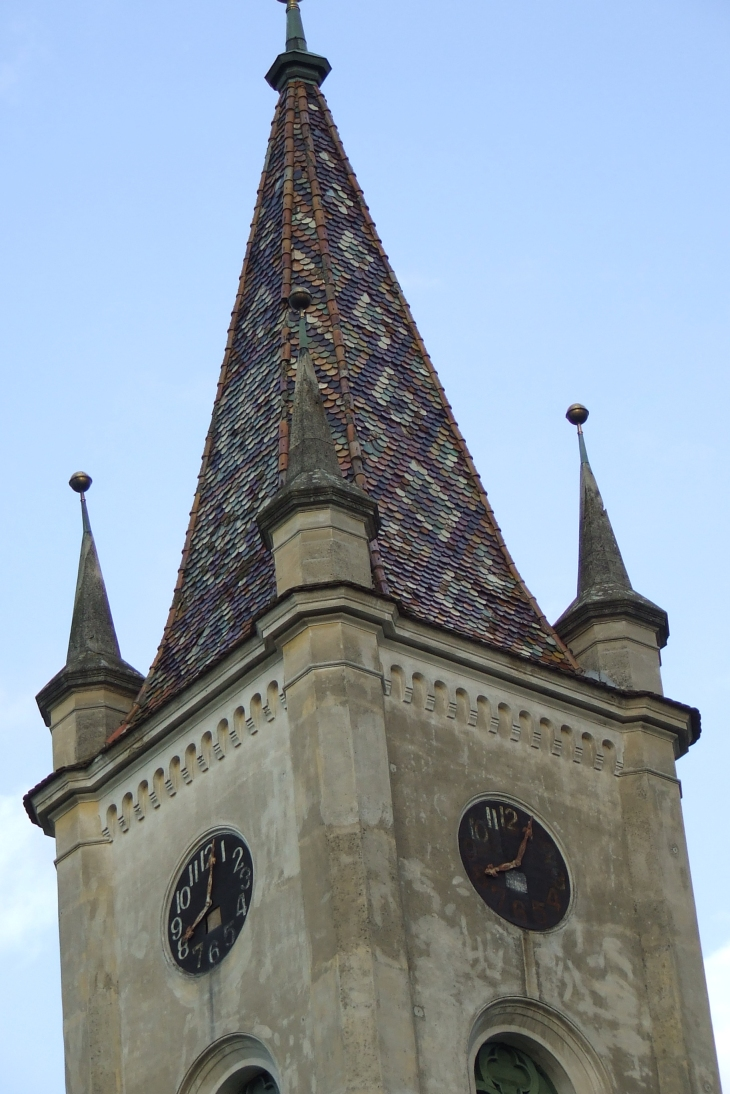
Biserica evanghelică, vârful turlei, 2007
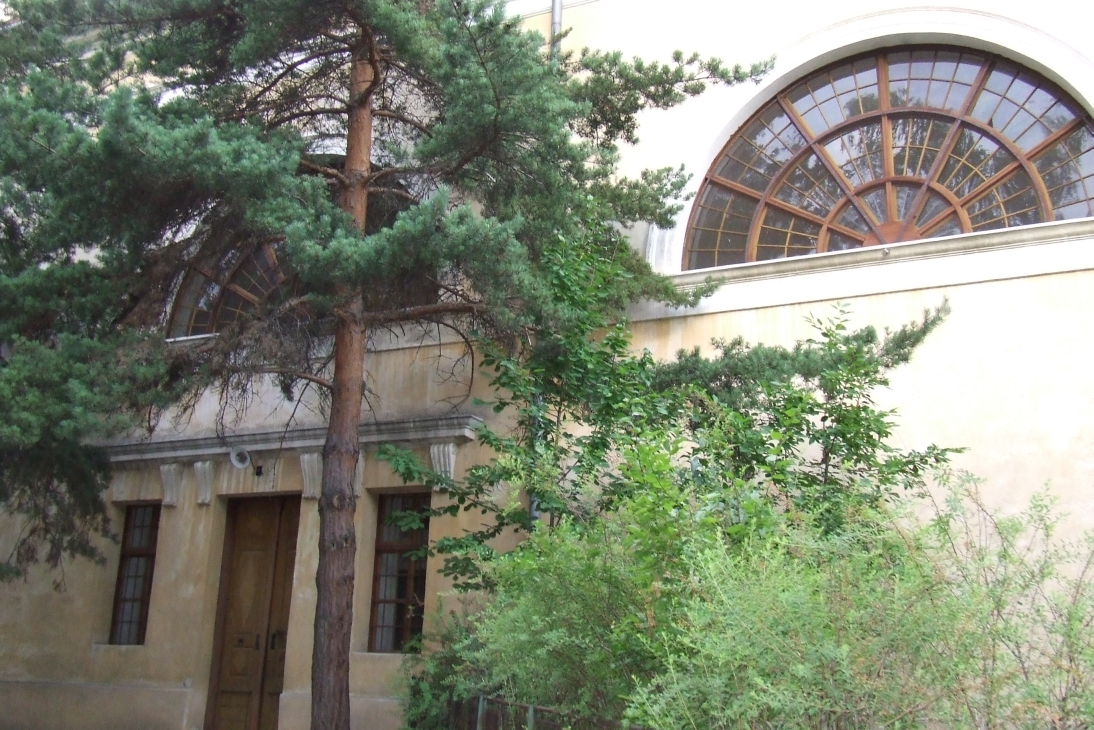
Biserica evanghelică, detaliu, 2007
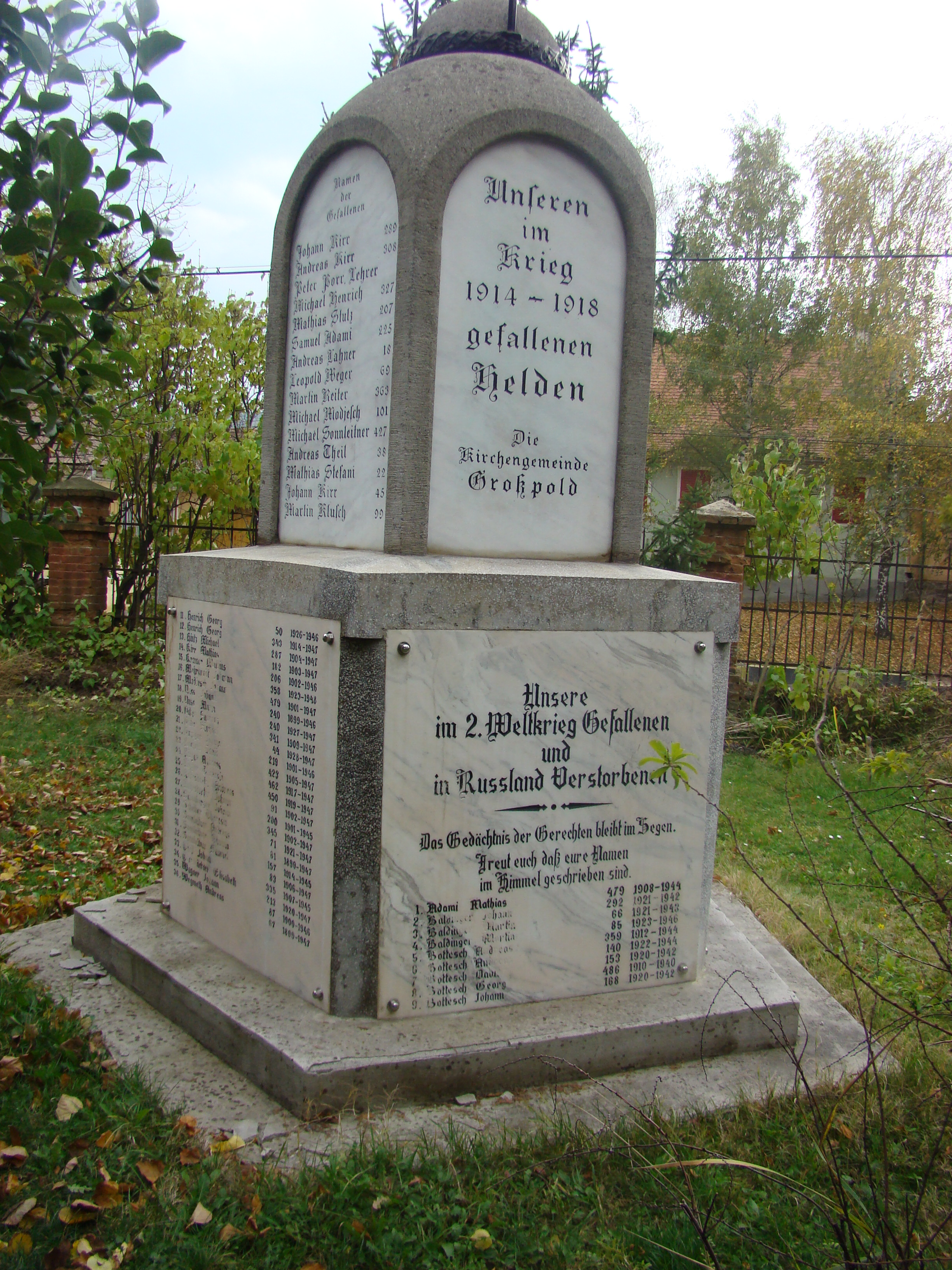
Monumentul sașilor din localitate căzuți în Primul și Al Doilea Război Mondial și al celor decedați în timpul deportării in URSS, 2008
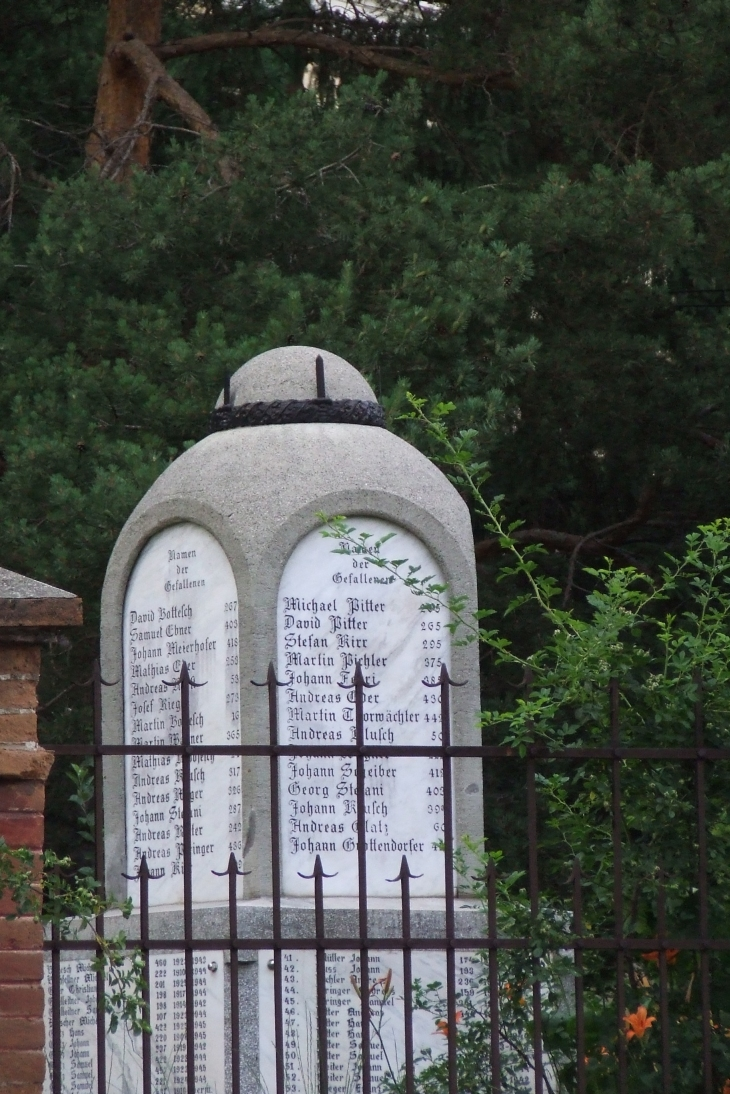
Idem, 2007
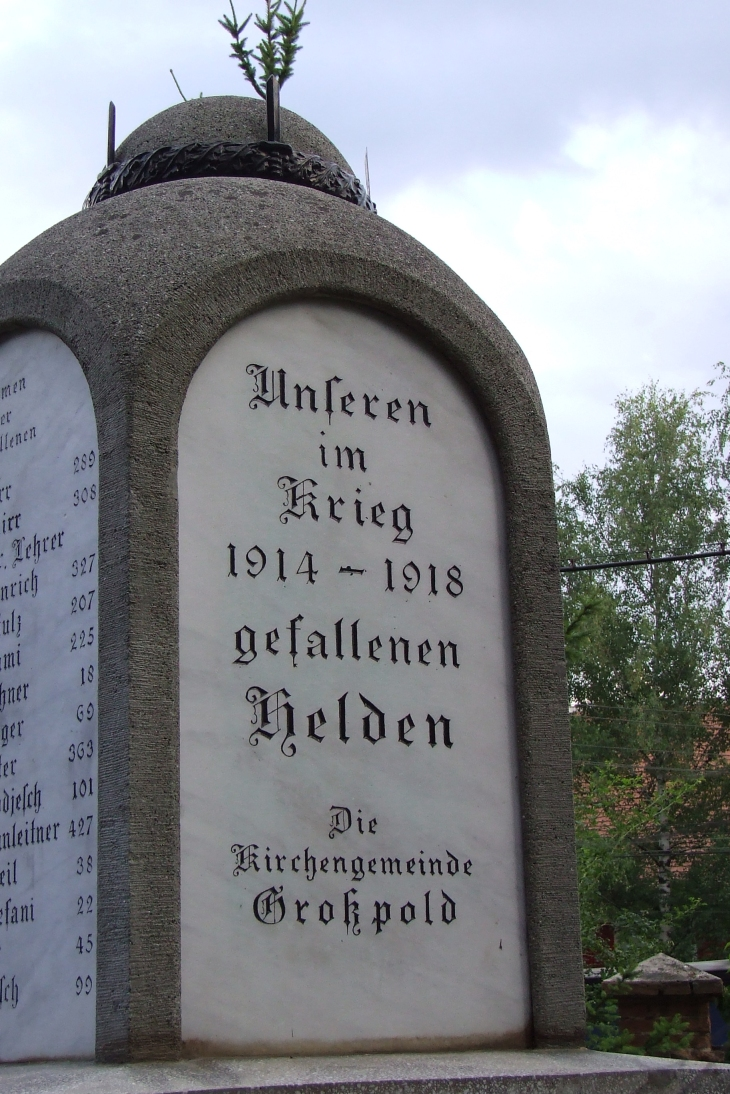
Idem, 2007
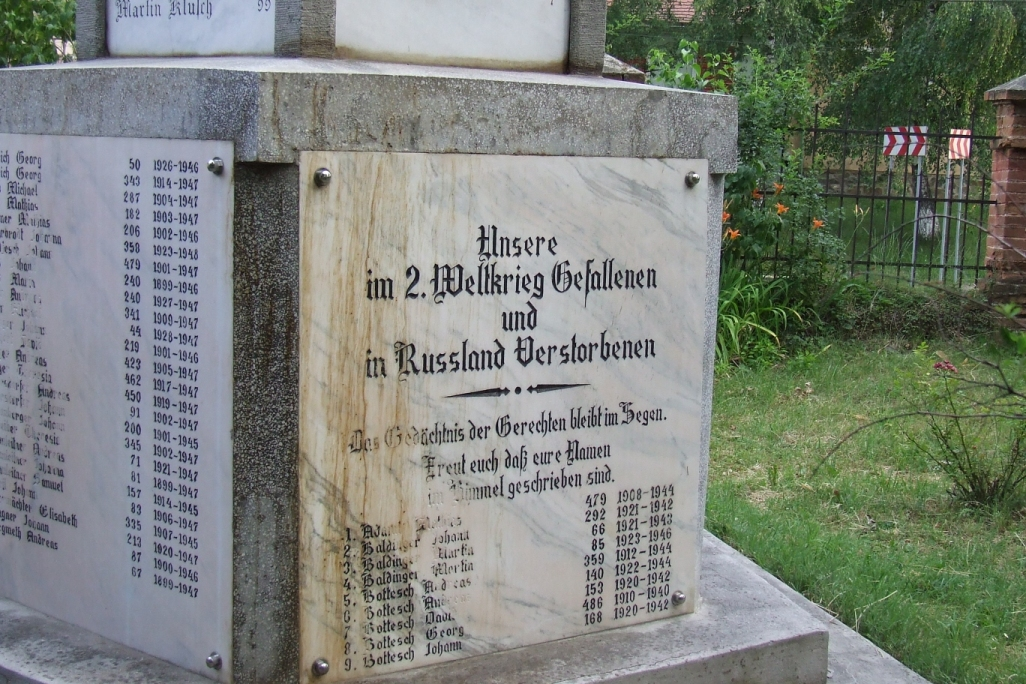
Idem, 2007
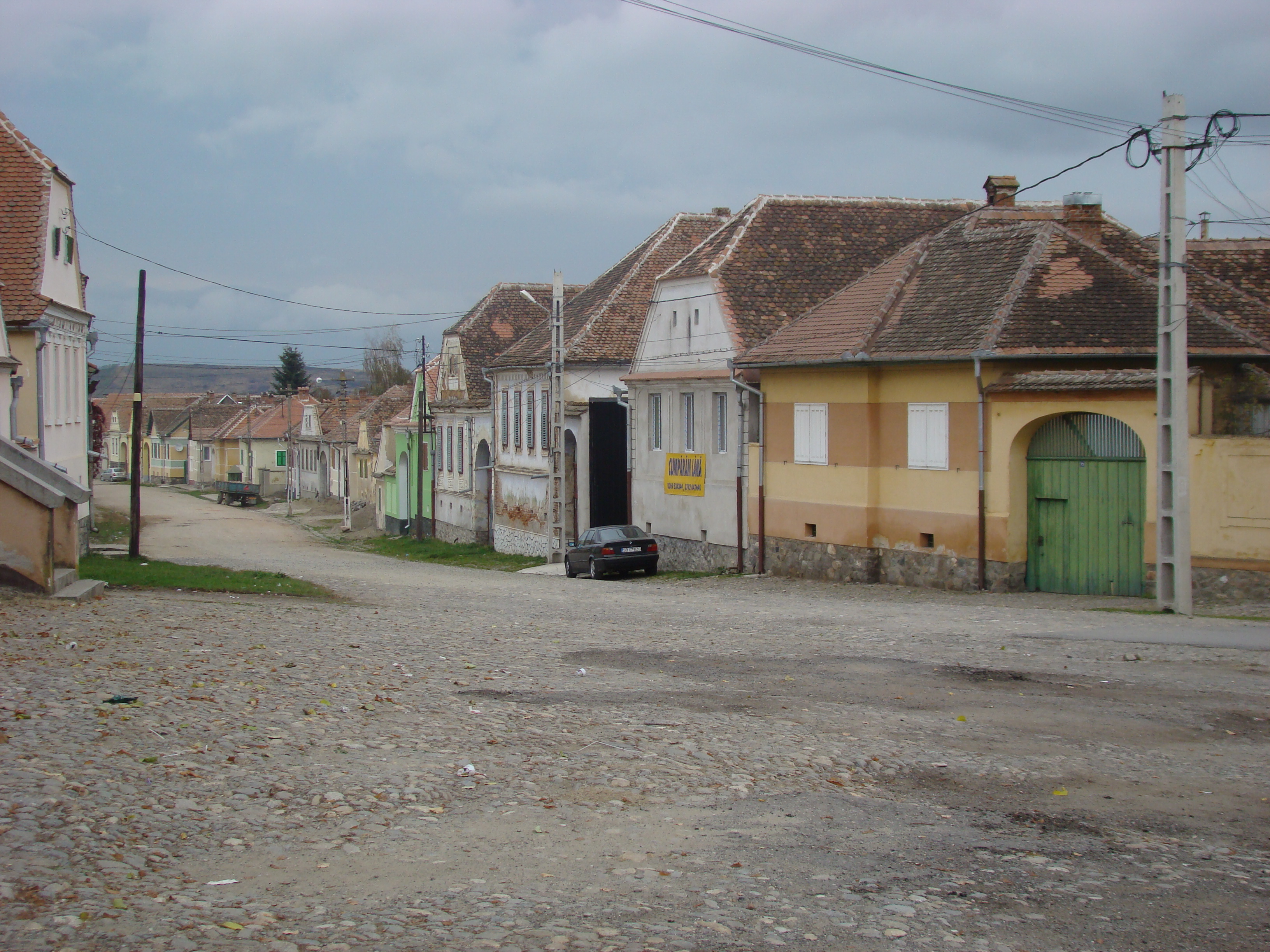
Uliță, 2008
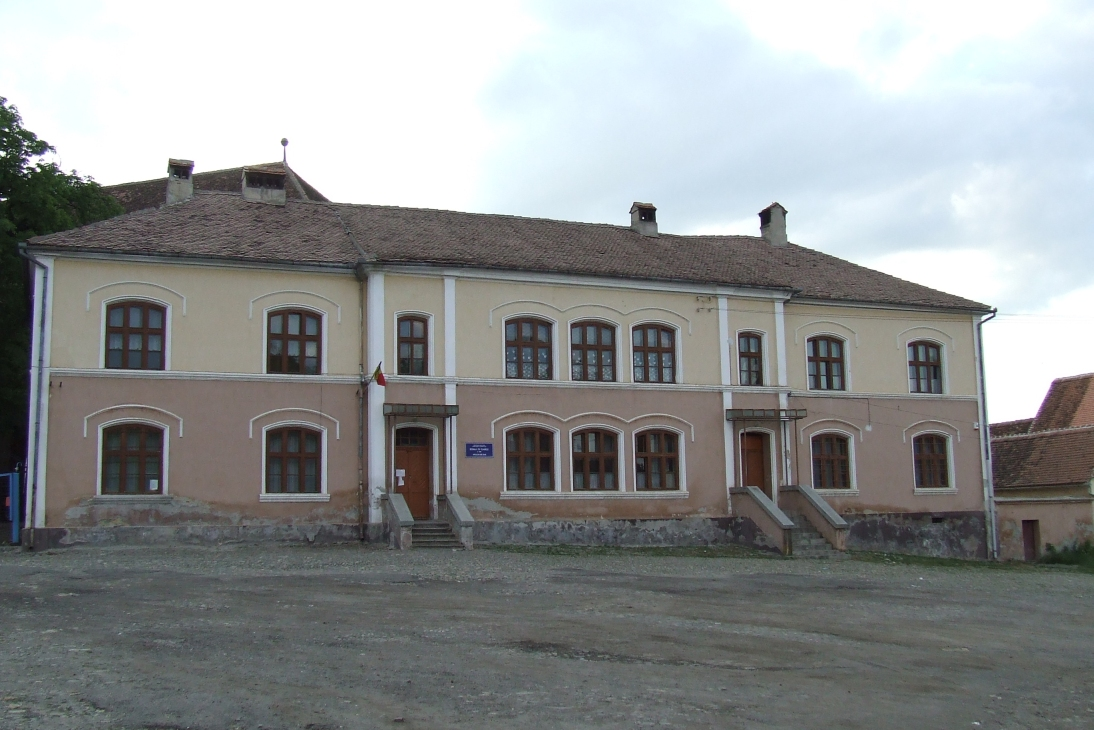
Școala, 2007
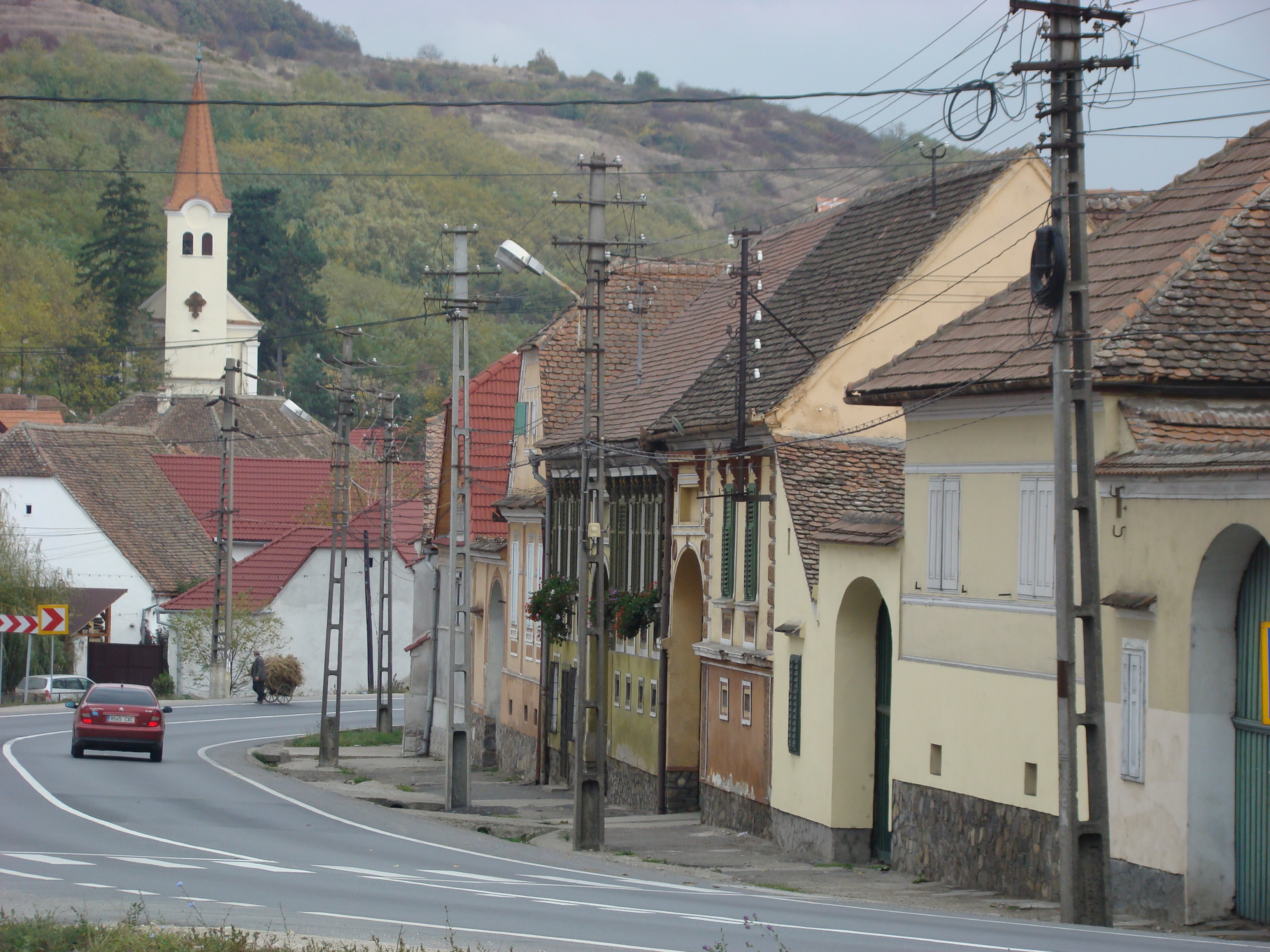
Case la șosea și biserica ortodoxă, 2008
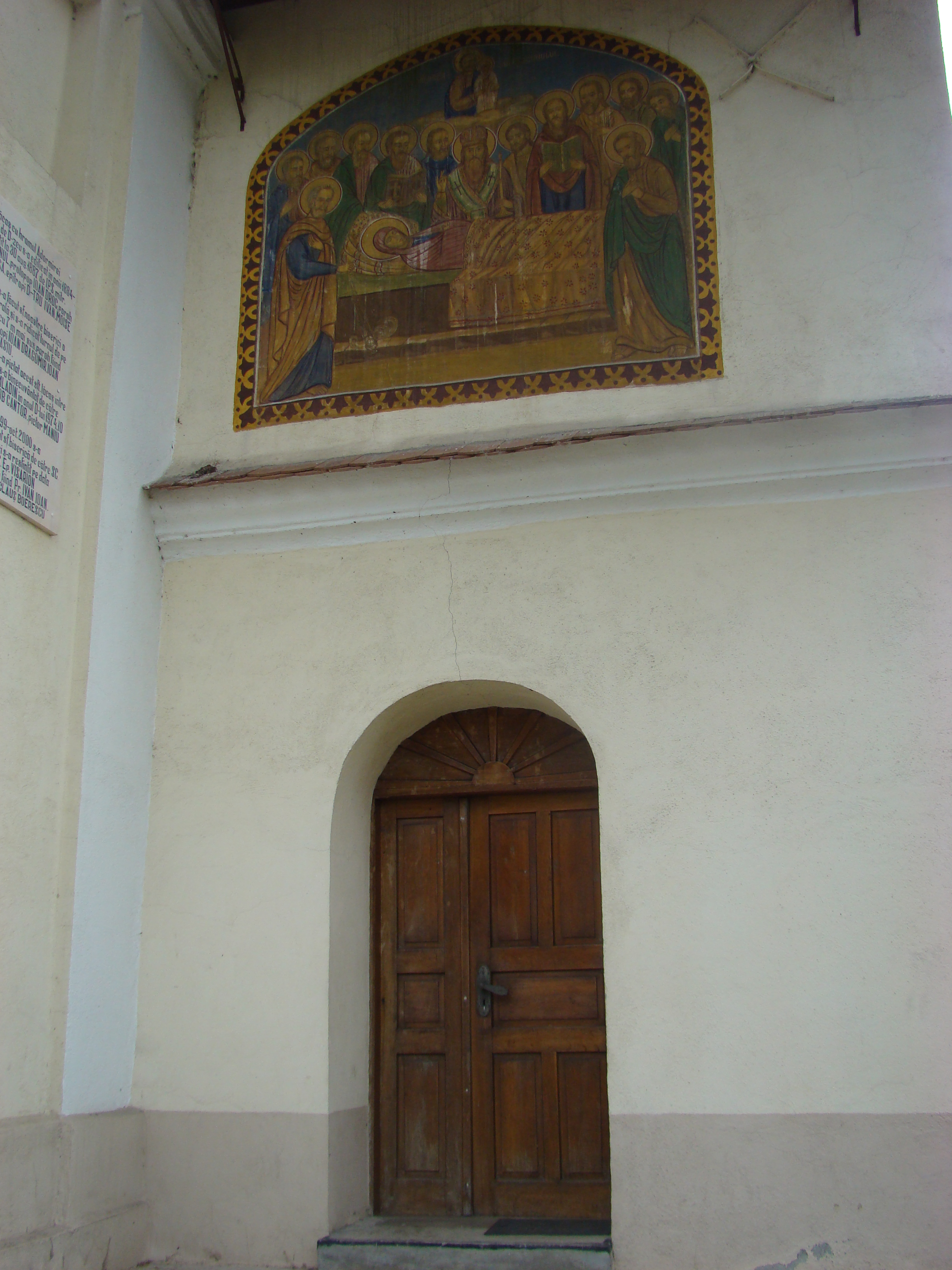
Biserica ortodoxă, intrarea, 2008
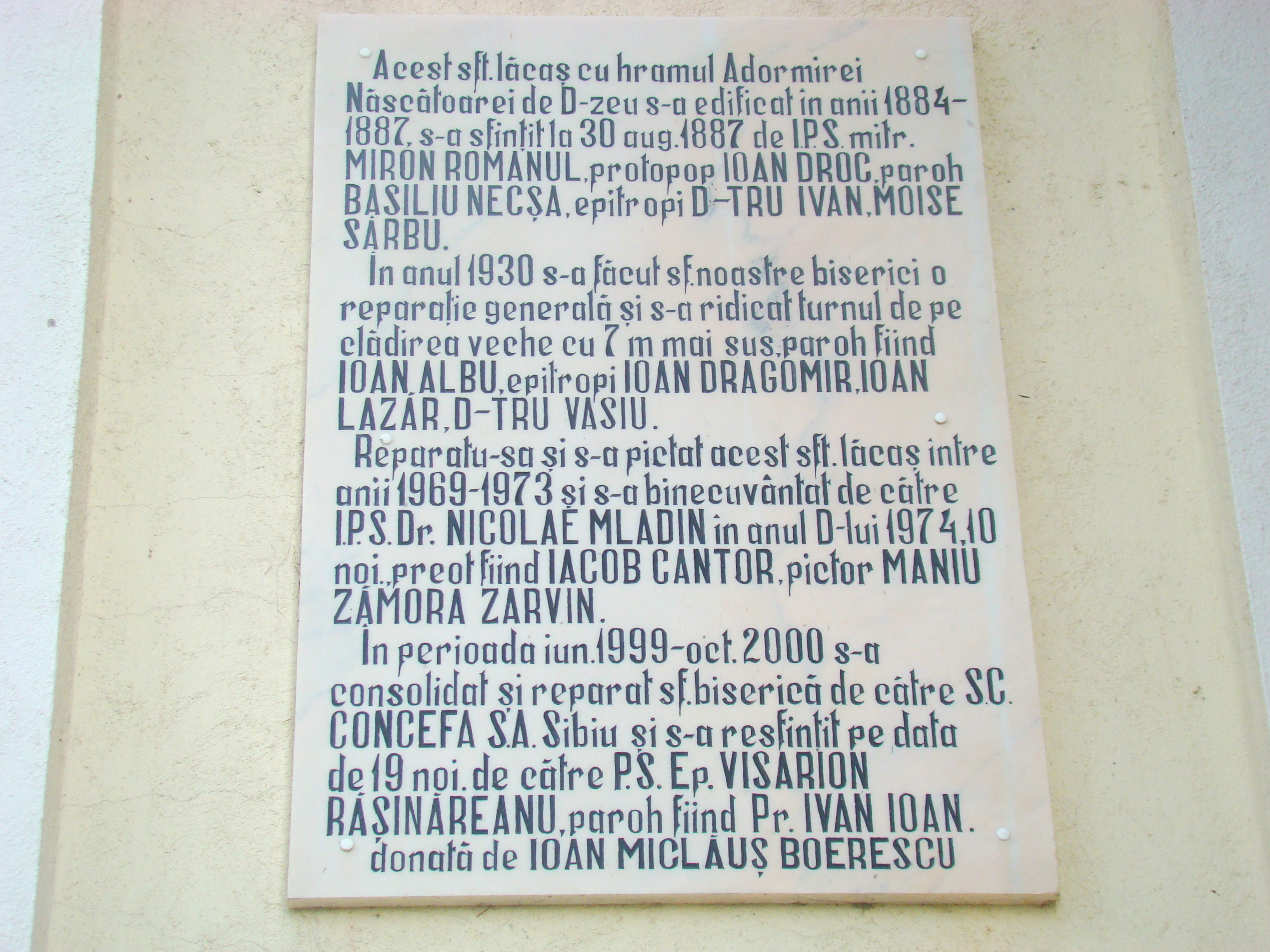
Biserica ortodoxă, placa cu numele ctitorilor, 2008
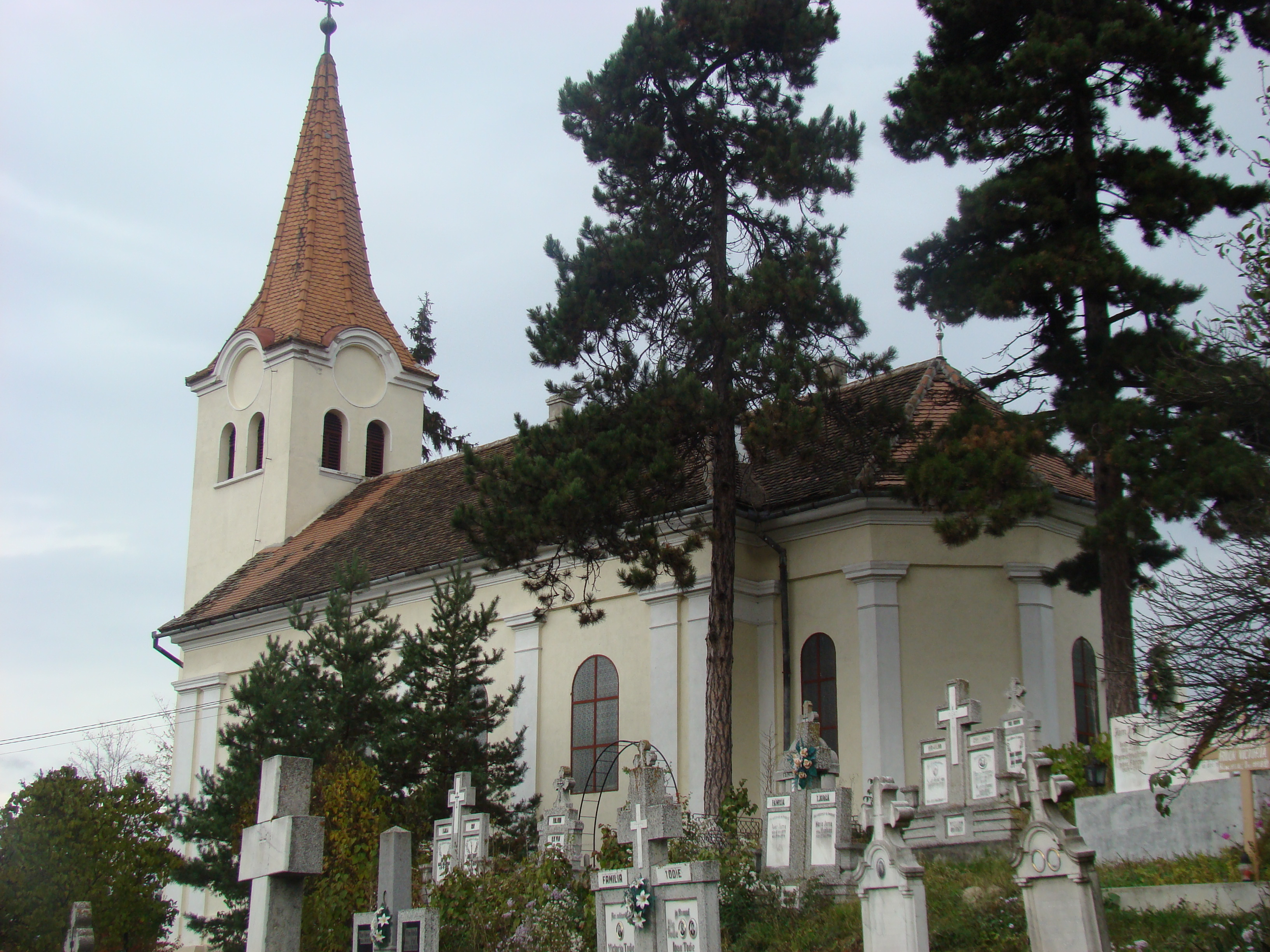
Biserica și cimitirul ortodox, 2008
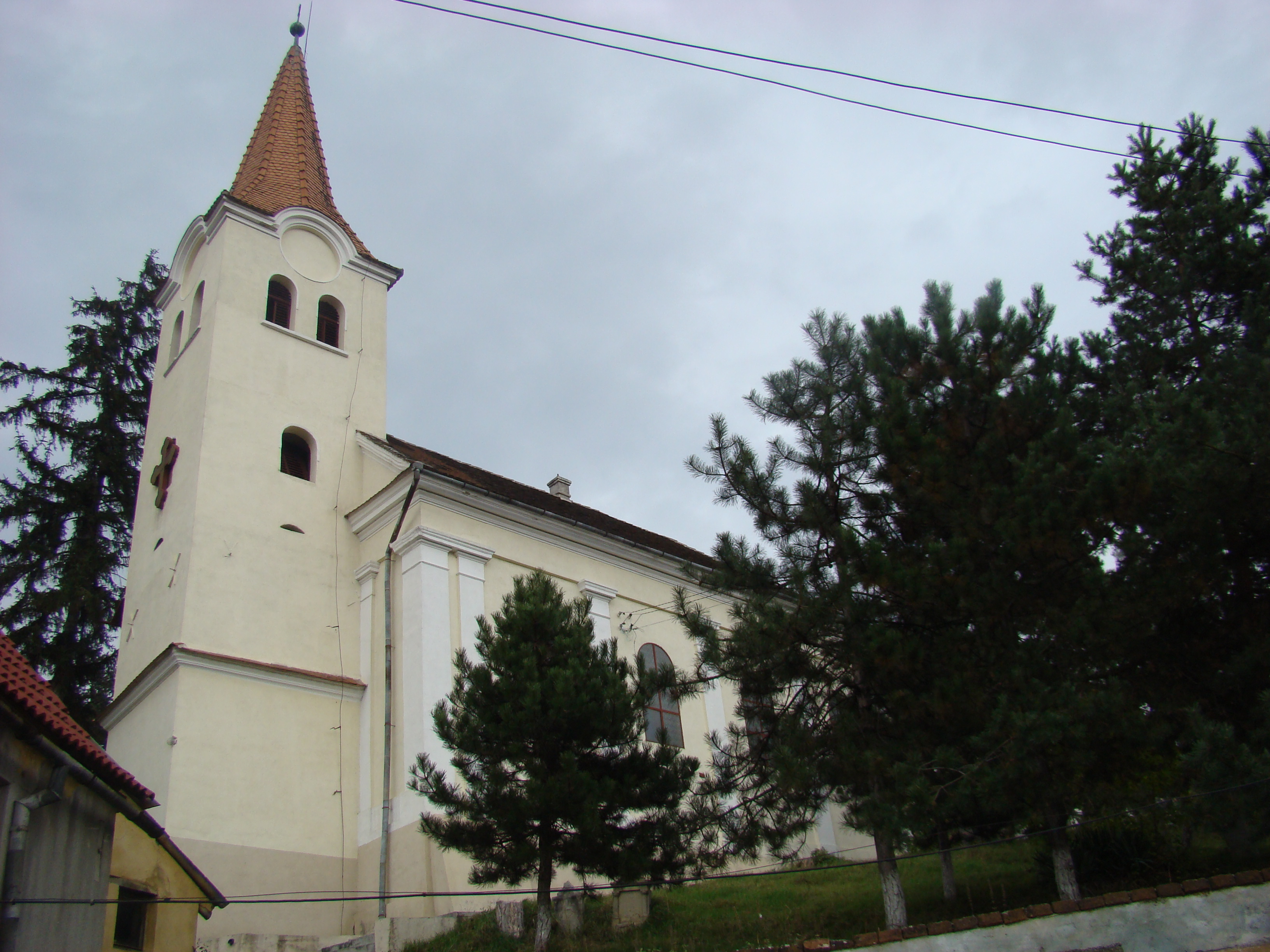
Biserica ortodoxă, 2008
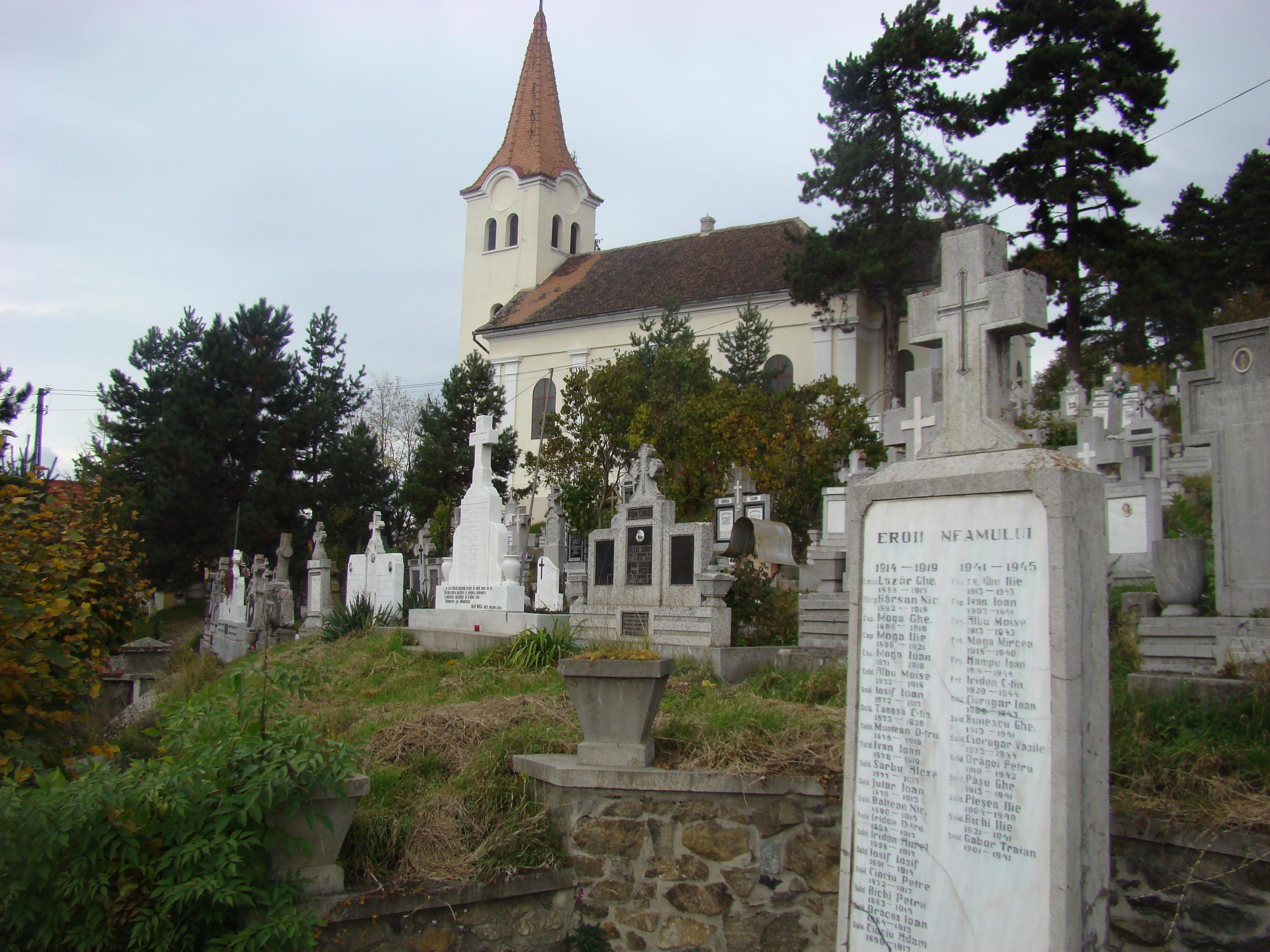
Biserica și cimitirul ortodox, 2008
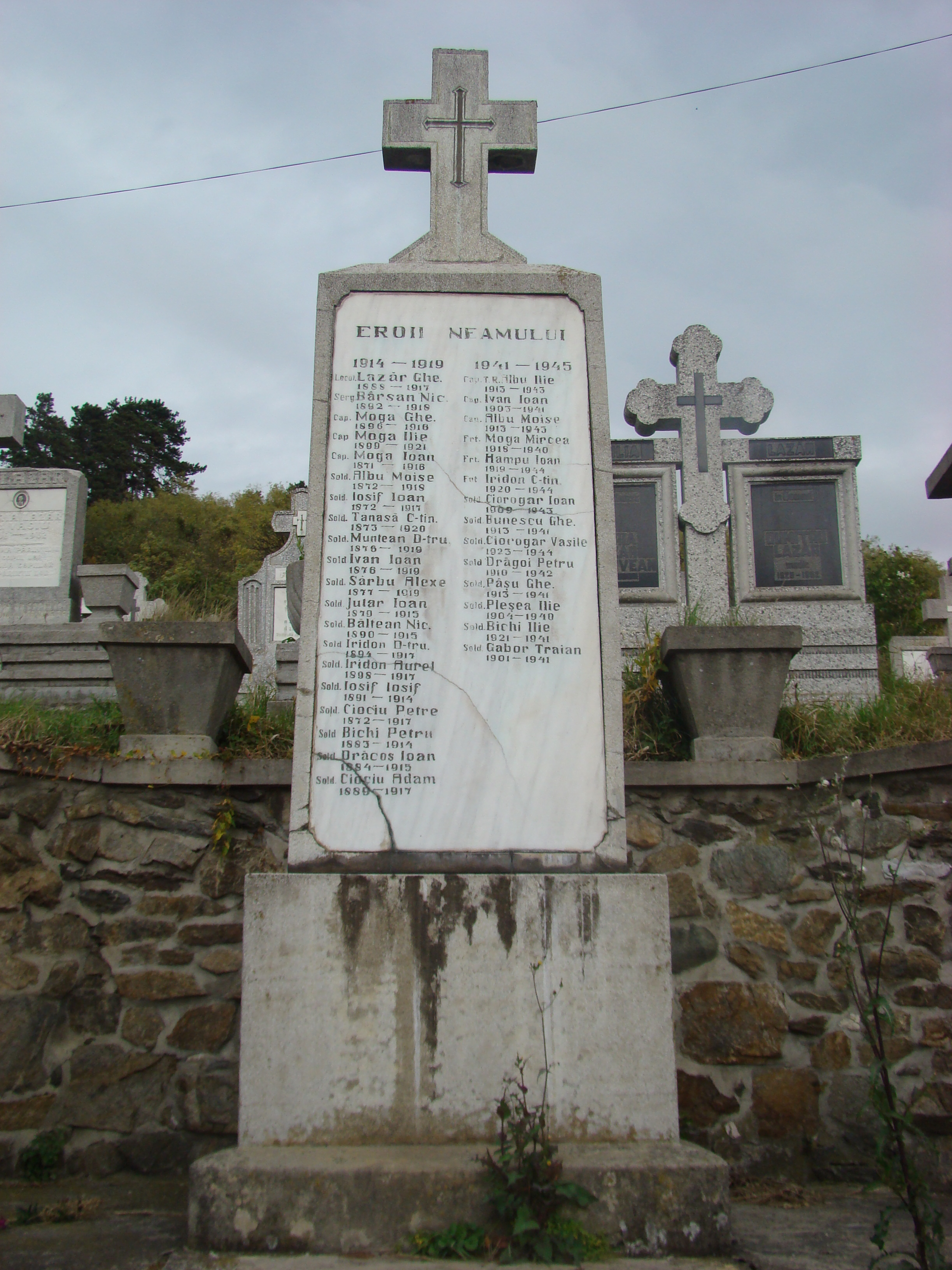
Cimitirul ortodox, monumentul românilor ortodocși din localitate căzuți în Primul și Al Doilea Război Mondial